# Богдановка (Каховский район)
Богдановка (укр. Богданівка) — село в Зеленоподской сельской общине Каховского района Херсонской области Украины.
Население по переписи 2001 года составляло 759 человек. Почтовый индекс — 74834. Телефонный код — 5536. Код КОАТУУ — 6523582703.

## Местный совет
74844, Херсонская обл., Каховский р-н, с. Костогрызово, ул. Гагарина, 21а